# Töysä
Töysä là một đô thị ở Tây Phần Lan, vùng Nam Ostrobothnia. Đô thị này có dân số 3.206 người (năm 2003) và diện tích 309,82 km², trong đó có 11,52 km² là diện tích mặt nước. Mật độ dân số là 10,7 người trên mỗi km². Phần lớn dân nói tiếng Phần Lan.